# بوچ کسیدی و ساندنس کید
بوچ کسیدی و ساندنس کید (به انگلیسی: Butch Cassidy and the Sundance Kid) فیلمی به کارگردانی جورج روی هیل و نویسندگی ویلیام گولدمن در گونهٔ وسترن، محصول سال ۱۹۶۹ ایالات متحده آمریکا است. این فیلم برندهٔ چهار جایزهٔ اسکار بهترین فیلمبرداری، بهترین موسیقی فیلم، بهترین ترانه (برت بکراک و هل دیوید) و بهترین فیلم‌نامهٔ غیراقتباسی شده‌است.

## داستان
داستان فیلم در مورد دو دزد و راهزن به نامهای «بوچ» و «ساندنس» است که به قطارها دستبرد می‌زنند؛ اما یکی از سرقت‌هایشان طبق برنامه پیش نمی‌رود و گروهی از مردان قانون تا دندان مسلح، شروع به تعقیب آن دو می‌کنند. وقتی آن دو می‌فهمند که این گروه تصمیم ندارند دست از تعقیب بردارند، تصمیم می‌گیرند به بولیوی بروند.

## بازیگران
- پل نیومن در نقش بوچ کسیدی
- رابرت ردفورد در نقش ساندنس کید
- کاترین راس در نقش اتا پلیس
- استروتر مارتین در نقش پرسی گریس
- هنری جونز در نقش دوچرخه‌فروش
- جف کوری در نقش کلانتر بلدزو
- جورج فورث در نقش وودکوک
- کلوریس لیچمن در نقش اگنس
- تد کسیدی در نقش هاروی لوگان
- کنت مارس در نقش کلانتر
- دونالی رودس در نقش ماکون

## جوایز
این فیلم برندهٔ چهار جایزهٔ اسکار بهترین فیلمبرداری، بهترین موسیقی فیلم، بهترین ترانه (برت بکراک و هل دیوید) و بهترین فیلم‌نامهٔ غیراقتباسی شده‌است. همچنین نامزد دریافت جایزهٔ اسکار بهترین کارگردانی، بهترین فیلم، و بهترین صدابردار (ویلیام ادموندسون و دیوید داکندورف) شده بود.